# Buire-sur-l'Ancre

Buire-sur-l'Ancre este o comună în departamentul Somme, Franța. În 1 ianuarie 2022 avea o populație de 296 de locuitori.